# Kodama Gentarō
O Visconde Kodama Gentarō (兒玉 源太郎, 16 de março de 1852 – 23 de julho de 1906) foi um general do Exército Imperial Japonês, e ministro do governo durante o período Meiji, no Japão. Ele foi fundamental no estabelecimento do moderno exército japonês.

## Biografia

### Juventude
Nascido em Tokuyama, província de Suō (atual província de Yamaguchi), de uma familía de samurais leal ao Domínio de Chōshū, Kodama começou sua carreira militar lutando na Guerra Boshin pela Restauração Meiji contra as forças do Xogunato Tokugawa. Como um soldado do recém-criado Exército Imperial Japonês, ele combateu durante a supressão da Rebelião Satsuma. Ele, mais tarde, matriculou-se na escola de treinamento de Osaka (大阪兵学寮, Osaka Heigakuryo). Ele foi comissionado em 1881.

### Carreira militar
Kodama foi nomeado líder do Colégio de Guerra do Exército, onde ele trabalhou com o major alemão Jakob Meckel para reorganizar as modernas forças militares japonesas segundo o modelo prussiano.
Kodama foi estudar ciências militares como um adido militar na Alemanha. Após seu retorno ao Japão, ele foi nomeado Vice-Ministro da Guerra em 1892.
Após seus serviços na Primeira Guerra Sino-Japonesa (1894-5), Kodama tornou-se Governador-General de Taiwan. Durante seu mandato, ele procurou desenvolver a infraestrutura de Taiwan e melhorar as condições de vida dos habitantes. Tendo provado ser um excelente administrador, Kodama gastou a década seguinte servindo como Ministro do Exército do governo do Primeiro Ministro Ito Hirobumi, mantendo o cargo e exercendo ao mesmo tempo os papéis de Ministro de Assuntos Internos e da Educação no governo seguinte do Primeiro Ministro Katsura Taro.
Em 1904, Kodama foi promovido a general. Entretanto, foi-lhe oferecido o cargo de Chefe de Estado do Exército Manchuriano durante a Guerra Russo-Japonesa. Este foi um passo para trás em termos de hierarquia, mas mesmo assim ele escolheu assumir o cargo; foi um sacrifício que provocou muitos aplausos do público. Na Guerra Russo-Japonesa ele guiou a estratégia de toda a campanha, como o General Kawakami Soroku havia feito na Primeira Guerra Sino-Japonesa, dez anos antes. Após a guerra, ele foi nomeado Chefe Maior do Exército Imperial Japonês, mas ele morreu logo depois.
Kodama subiu rapidamente para os níveis de danshaku (barão) e shinshaku (visconde) sob o sistema de pariato kazoku, e a sua morte em 1906 por uma hemorragia cerebral foi considerada uma calamidade nacional. Após sua morte, o Imperador Meiji o congratulou postumamente com o primeiro grai da Ordem do Papagaio Dourado. Ele mais tarde receberia a última honra de ser alçado ao nível de kami do Xintoísmo; santuários em sua homenagem ainda existem em sua terra natal em Shunan, Yamaguchi, e em sua casa de verão em Enoshima, Fujisawa, província de Kanagawa.